# Hamilton Shirley Amerasinghe
Hamilton Shirley Amerasinghe (Colombo, 18 de marzo de 1913-4 de diciembre de 1980) fue un diplomático y político esrilanqués. Representante permanente de Sri Lanka en las Naciones Unidas entre 1967 y 1980, fue presidente de la Asamblea General de las Naciones Unidas durante el trigésimo primer período de sesiones, de 1976 a 1977. También fue uno de los líderes de las negociaciones para redactar la Convención de las Naciones Unidas sobre el Derecho del Mar.

## Biografía

### Primeros años
Nacido en Colombo, el 18 de marzo de 1913, fue educado en el Royal College Colombo y asistió a la University College Colombo. Posteriormente fue a la Universidad de Londres, donde estudió clásicos occidentales en 1934.

### Carrera
Se unió al servicio civil de Ceilán en 1937. A lo largo de su carrera, fue consejero de la embajada de Ceilán en Estados Unidos entre 1953 y 1955. De 1955 a 1957, fue contralor de establecimientos en la Tesorería General; en 1958, se convirtió en contralor de finanzas, abastecimiento y dirección; y, ese mismo año, fue nombrado secretario del ministerio de servicios nacionalizados y transporte por carretera, así como presidente de la corporación portuaria.
En 1961, se convirtió en secretario del Tesoro y secretario permanente del ministro de finanzas, ocupando ese cargo hasta 1963, mientras que también se desempeñó como miembro oficial de la junta monetaria del Banco Central de Ceilán y gobernador suplente en el Banco Internacional de Reconstrucción y Fomento.
En 1963, fue nombrado alto comisionado en la India, siendo al mismo tiempo embajador no residente Nepal y Afganistán, cargos que ocupó hasta que fue nombrado representante permanente en las Naciones Unidas en 1967. En 1973 también fue acreditado como embajador no residente en Brasil.
Durante su desempeño en la ONU, fue presidente del comité ad hoc de las Naciones Unidas sobre los usos pacíficos del fondo marino y el fondo oceánico más allá de los límites de la jurisdicción nacional, y presidente del Comité de Naciones Unidas sobre los Fondos Marinos. También presidió el comité ad hoc sobre el Océano Índico, propuesto como «zona de paz», y fue presidente del «comité especial para investigar las prácticas israelíes que afectan los derechos humanos de la población de los territorios ocupados». En 1976 se convirtió en el presidente de la Asamblea General de las Naciones Unidas.
En 1973 fue elegido presidente de la III Conferencia de las Naciones Unidas sobre el Derecho del Mar, ocupando el cargo hasta su fallecimiento. Había permanecido en el cargo, después de dejar la misión esrilanquesa ante la ONU. The Economist le dio el nombre de «presidente de dos millones de dólares», porque eso es lo que costó una de las sesiones de la conferencia, que se realizó durante diez días.
Falleció el 4 de diciembre de 1980 en Sri Lanka. Por sus servicios para el derecho del mar, la ONU creó una beca con su nombre. También fue homenajeando en una sesión especial conmemorativa de la Conferencia de las Naciones Unidas sobre el Derecho del Mar, realizada el 17 de marzo de 1981.